# Anoplodactylus aragaoi
Anoplodactylus aragaoi är en havsspindelart som beskrevs av Sawaya, M.P. 1950. Anoplodactylus aragaoi ingår i släktet Anoplodactylus och familjen Phoxichilidiidae. Inga underarter finns listade i Catalogue of Life.